# Frankie & Johnny
Frankie & Johnny ist ein US-amerikanischer Liebesfilm von Garry Marshall aus dem Jahr 1991 mit Al Pacino und Michelle Pfeiffer in den Hauptrollen. Die Handlung basiert auf dem Theaterstück Frankie and Johnny in the Clair de Lune (1987) von Terrence McNally, der auch das Drehbuch zum Film schrieb.

## Handlung
Johnny wurde gerade aus dem Gefängnis entlassen und findet in New York City Arbeit als Koch in dem von Griechen geführten Lokal Apollo Cafe. Dort arbeitet auch die alleinstehende Frankie als Bedienung. Johnny fragt sie eines Tages, ob sie mit ihm ausgehen wolle, Frankie lehnt jedoch ab. Aufgrund schlechter Erfahrungen mit vorhergehenden Beziehungen zieht sie es vor, allein zu bleiben. Eine ihrer wenigen Bezugspersonen ist ihr homosexueller Nachbar Tim. Johnny lässt jedoch nicht locker. Anlässlich der Abschiedsfeier eines Kollegen holt er Frankie von zu Hause ab, und sie gehen beide gemeinsam zur Feier. Im Laufe des Abends kommen sich beide näher und landen schließlich in Frankies Wohnung, wo sie miteinander schlafen.
Frankie fühlt sich in der Folgezeit immer mehr von Johnny eingeengt, insbesondere als er ihr erklärt, dass er sie liebe und heiraten wolle. Frankie kann damit nicht umgehen und fühlt sich überfordert. Johnny findet heraus, dass beide in Altoona aufgewachsen sind und beide seit drei Jahren keinen Partner mehr hatten. Johnny wurde vor drei Jahren von seiner Frau geschieden und Frankies damaliger Freund begann eine Beziehung mit ihrer damals besten Freundin. Johnny erfährt, dass sie ein anderer Freund davor geschlagen hat, sie deswegen ihr Baby verlor und jetzt keine Kinder mehr bekommen kann. Schließlich kann Frankie ihre Beziehungsängste überwinden und am Ende finden beide zueinander.

## Hintergrund
Der Titel des vom Manhattan Theatre Club produzierten Theaterstücks Frankie and Johnny in the Clair de Lune, auf dem der Film beruht, bezieht sich auf Clair de Lune, den dritten Satz aus der Suite bergamasque des französischen Komponisten Claude Debussy. Das Stück Clair de Lune (dt.: „Mondlicht“) spielt auch eine Rolle im Film: Als es im Radio zu hören ist, ruft Johnny beim Radiosender an, um es erneut spielen zu lassen. Im Film bezieht sich Johnny zudem auf den Folksong Frankie and Johnny und er singt ihn kurz an. Zu Beginn des Films ist wiederum ein gleichnamiger Song von Terence Trent D’Arby zu hören.
Der Film spielte in den Kinos der USA rund 23 Millionen US-Dollar ein. In deutschen Kinos wurden 685.519 Besucher gezählt.

## Kritiken
Für das Lexikon des internationalen Films war Frankie & Johnny ein „[k]omödiantisch aufbereiteter Film um die Verletzlichkeit und Einsamkeit des Menschen und eine Liebeserklärung an die Stadt New York“. Das Ergebnis sei zwar „[a]nsprechend, aber inszenatorisch und schauspielerisch nicht immer überzeugend“. Cinema konstatierte, dass Regisseur Garry Marshall mit Frankie & Johnny „[n]ach seinem Hochglanzmärchen Pretty Woman […] auf Volksnähe [gesetzt]“ habe. Entstanden sei so eine „Romanze mit Frittenfett, aber ohne Schmalz“.

## Auszeichnungen
Michelle Pfeiffer war für ihre Darbietung 1992 für einen Golden Globe nominiert. Kate Nelligan gewann 1991 den Preis des National Board of Review und 1992 den BAFTA Award. Der Film gewann 1992 als „Outstanding Film“ den GLAAD Media Award.

## Synchronisation
Die deutsche Synchronisation des Films entstand bei der Berliner Synchron. Das Dialogbuch schrieb Heike Kospach, die auch die Dialogregie übernahm.
| Rolle     | Darsteller        | Synchronsprecher        |
| --------- | ----------------- | ----------------------- |
| Johnny    | Al Pacino         | Klaus Kindler           |
| Frankie   | Michelle Pfeiffer | Katja Nottke            |
| Nick      | Hector Elizondo   | Michael Pan             |
| Tim       | Nathan Lane       | Michael Nowka           |
| Cora      | Kate Nelligan     | Gisela Fritsch          |
| Nedda     | Jane Morris       | Luise Lunow             |
| Luther    | Al Fann           | Dietmar Richter-Reinick |
| Jorge     | Fernando López    | Michael Deffert         |
| Peter     | Glenn Plummer     | Ingo Albrecht           |
| Lester    | Tim Hopper        | Tilo Schmitz            |
| Mr. Rosen | Harvey Miller     | Hans-Joachim Hanisch    |
| Bobby     | Sean O’Bryan      | Johannes Berenz         |